# Dominic Durot

.
Dominic Durot (* 7. März 2001) ist ein Schweizer Unihockeyspieler, welcher beim Nationalliga-A-Verein Ad Astra Sarnen unter Vertrag steht.

## Karriere
Durot stammt aus dem Nachwuchs von Unihockey Kriens und wechselte 2013 in den Nachwuchs von Ad Astra Sarnen. Während der Saison 2018/19 debütierte er in der ersten Mannschaft von Ad Astra Sarnen. Im Sommer 2019 stieg er mit Ad Astra Sarnen in die Nationalliga A auf. Er erzielte den ersten Treffer von Ad Astra Sarnen in der höchsten Spielklasse.